# Кухня Ломбардии

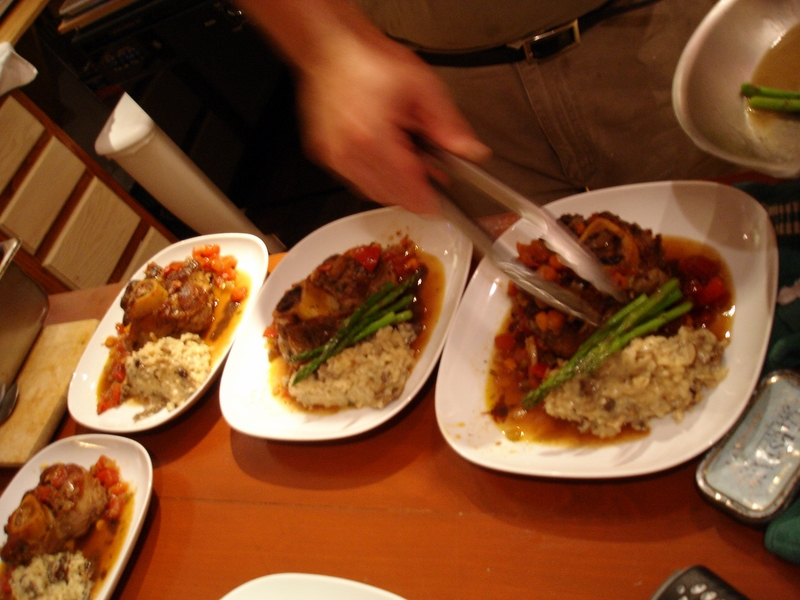
Оссобуко с трюфельным ризотто

Кухня Ломбардии (итал. Cucina lombarda, ломб. Cusina lombarda) представляет собой итальянскую кухню с региональными особенностями.
Ломбардия — один из самых богатых и развитых регионов Италии и всей Европы, расположенный на севере страны на границе со Швейцарией. Ландшафт региона разнообразен — в северной части предгорья и горные районы Альп с многочисленными озёрами, а на юге простирается Паданская равнина, называемая также «житницей Италии». Так, на альпийских пастбищах выращивают скот для мяса и молочных продуктов (сливочное масло, сливки, сыр). Помимо этого здесь популярны блюда из пресноводных рыб. Паданская равнина — главный поставщик зерновых культур (кукуруза, рис, пшеница) Италии. Почва и климат региона также благоприятны для виноделия.
Для ломбардийской кухни характерны сытные мясные блюда, иногда тушёные в вине, как например, оссобуко или кассёла. Самыми популярными блюдами являются ризотто по-милански и полента. Также большой популярностью пользуются разновидности пасты с начинкой: казончелли, равиоли, тортеллини, тортеллони.
Среди ломбардских вин наиболее известны сорта Франчакорта и Ольтрепо Павезе. Ломбардия является также родиной всемирно известных ликёров амаретто и кампари. Ломбардийские сыры: маскарпоне, горгонзола, грана падано, битто, таледжо.
В качестве приправы часто используют гремолату — смесь чеснока, петрушки и лимонной цедры.

## Типичные блюда
Некоторые типичные блюда Ломбардии:

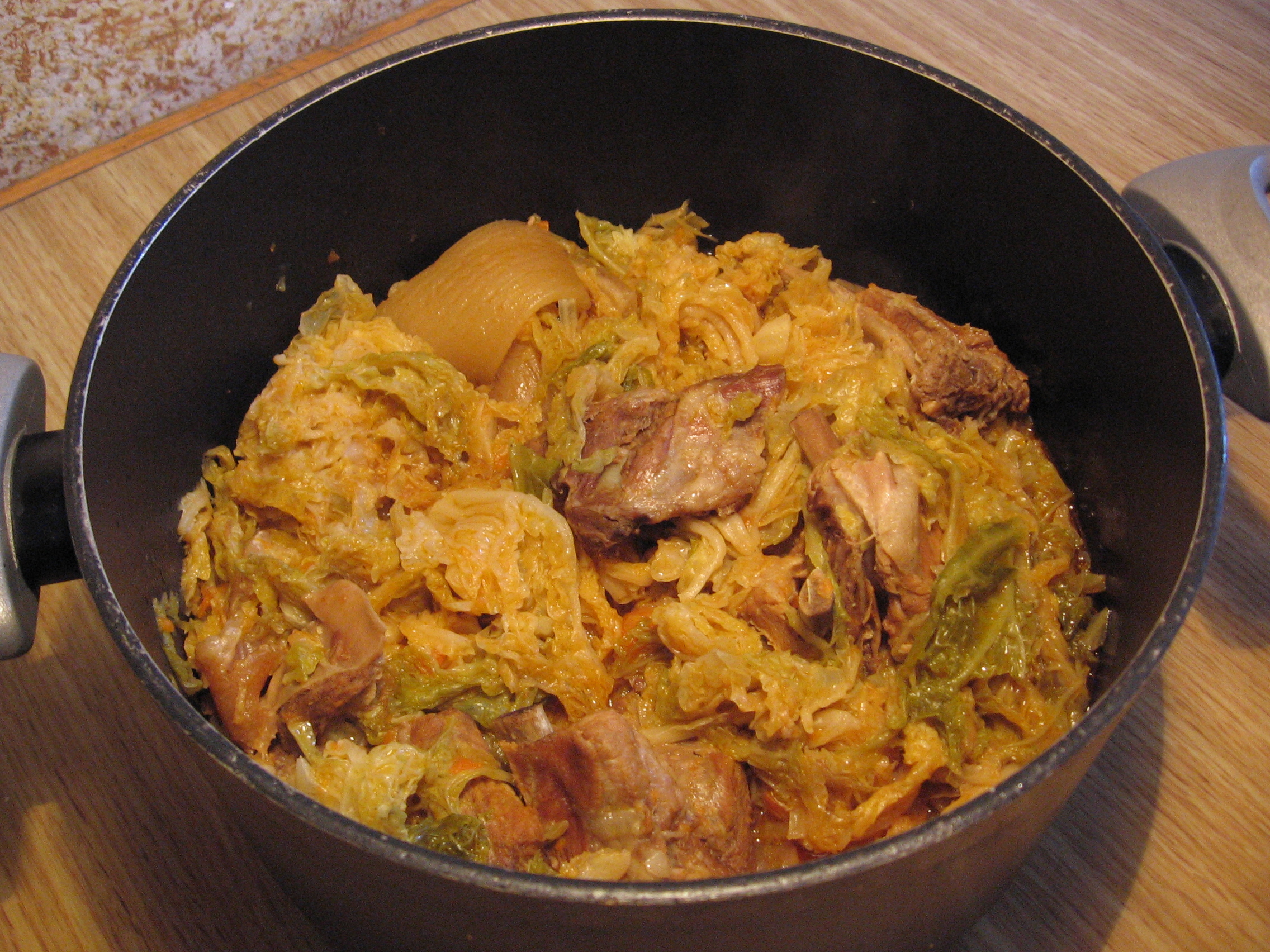
Кассёла

- ризотто по-милански — ризотто с добавлением шафрана
- полента — каша из кукурузной муки
- оссобуко — тушёная телячья голень
- кассёла — мясное рагу
- отбивная по-милански — прототип венского шницеля
- панеттоне — рождественский кекс
- бертолина — пирог с виноградом
- пиццокери — паста из гречичной муки
- торроне — сладость из нуги
- равиоли или тортеллини с начинкой из тыквы.
- мостарда — соус из маринованных в горчице фруктов